# 13162 Ryokkochigaku
13162 Ryokkochigaku eller 1995 UK44 är en asteroid i huvudbältet som upptäcktes den 22 oktober 1995 av de båda japanska astronomerna Masanori Hirasawa och Shohei Suzuki vid Nyukasa-observatoriet. Den är uppkallad efter en klubb vid Yokohama Midorigaoka High School.
Den tillhör asteroidgruppen Vesta.